# Centopievese
Il Centopievese è stata un'unica entità costituita da territori poi suddivisi a causa di eventi naturali, storici e politici in due parti. Una venne amministrata da Bologna con il comune di Pieve di Cento e una fu amministrata da Ferrara con il comune di Cento. Il Centopievese potrebbe coincidere territorialmente con il vicariato di Cento dell'arcidiocesi di Bologna.

## Storia
Fu a lungo una striscia di terra in parte acquitrinosa compresa tra i corsi dei fiumi Reno e Panaro e zona autonoma appartenente all'area bolognese. Il territorio venne citato in documenti del 1213 e nel corso del XIII secolo le aree a palude furono bonificate e in seguito la popolazione locale ottenne in enfiteusi alcune superfici a bosco dal vescovo di Bologna, proprietario dell'intera area.
Nel 1375 avvenne la prima suddivisione amministrativa territoriale e durante il XV secolo il corso del fiume Reno mutò e la separazione divenne anche fisica.
Alcuni atti ufficiali del 1460 riguardano in particolare il Principe del centopievese, come fu definito il cardinale Filippo Calandrini, arcivescovo di Bologna.
Un momento importante si ebbe nel 1502 quando il feudo che comprendeva anche quest'area venne concesso agli Este dal papa Alessandro VI come dote per Lucrezia Borgia che era andata in sposa ad Alfonso I d'Este. Con la devoluzione di Ferrara del 1598 il Centopievese ritornò sotto il governo della Santa Sede. Un importante centro religioso dell'area fu la pieve di Santa Maria Maggiore, alla quale faceva riferimento anche Cento. Dopo l'invasione napoleonica la chiesa entrò nel territorio ecclesiastico bolognese.

## Descrizione
Dal momento della sua separazione amministrativa non esiste più un'area geografica individuabile unitariamente come Centopievese tuttavia il nome rimane ancora citato dagli organi di stampa.

## Situazione
Pur non avendo più un riferimento geopolitico rimane la memoria dell'antica entità storica e l'associazione locale che fa riferimento a Libera. Associazioni, nomi e numeri contro le mafie, cioè il Presidio di Libera del Centopievese "Barbara, Giuseppe e Salvatore Asta" ancora nel 2017 ne ha citato il nome.
L'istituto artistico di Pieve di Cento nel suo nome ricorda l'antico territorio del Centopievese.